# معماری‌نیوز
معماری نیوز یک سایت خبری-تحلیلی در حوزه شهرسازی و عمران بود که به دلیل افشای فساد گسترده شهرداری تهران در بحث تملک املاک و واگذاری آن به برخی از اعضای شورای شهر تهران در شهریور ماه ۱۳۹۵ از دسترس خارج شد.
یاشار سلطانی مدیر مسئول معماری نیوز نیز به جرم افشای تخلفات شهرداری تهران به دادگاه احضار گردید.
شهرداری تهران از بیش از ۳۰ مطلب این سایت شکایت نموده بود که در تمامی موارد حکم به برائت سایت صادر شده و شهرداری در شکایات خود با شکست مواجه شده بود.
دبیرخانه کارگروه تعیین مصادیق محتوای مجرمانه در یک ایمیل از مدیرعامل شاتل (شرکت ارائه دهنده خدمات اینترنتی به سایت معماری نیوز) درخواست کرده فوراً به مسدودسازی سایت اقدام کنند. در این ایمیل به شاتل هشدار داده شده در صورت تأخیر در اجرای دستور کارگروه تعیین مصادیق مجرمانه، برای این شرکت خدمات اینترنتی نیز اعلام جرم خواهد شد. در پی آن سایت معماری نیوز با دستور مقام قضایی فیلتر شد.
به گفته یاشار سلطانی، سردبیر این سایت، «پایگاه خبری معماری نیوز وب‌سایت رسمی، دارای پروانه رسمی وزارت ارشاد برای مطبوعات است که بدون تفهیم اتهام یا محرز شدن هر جرمی توسط کمیته فیلترینگ فیلتر شده‌است.»
پیش‌تر این سایت در خصوص انتصاب داماد محمدرضا نعمت‌زاده وزیر صنعت به عنوان مسوول امور اکسپوی میلان گزارش داده بود که با توجه عمومی همراه شد. خبر دیگر این سایت برگزاری عروسی دختر قالیباف شهردار تهران در پارک جنگلی لویزان بود که این سایت این کار را غیرقانونی خوانده بود.